# Ставри Калинов
Вижте пояснителната страница за други личности с името Калинов.
Ставри Никифоров Калинов е български скулптор и художник. Работи в областта на малката пластика, живописта и приложното изкуство.

## Биография
Роден е на 15 ноември 1944 във Видин. През 1964 г. завършва гимназия във Видин и в три поредни години от 1966 до 1968 г. кандидатства за специалността „Скулптура“ в ВИИИ „Николай Павлович“ (днес Национална художествена академия). През тези години работи на свободна практика в областта на плаката, търговската реклама и изработката на художествени предмети. Приет е да следва през 1969 г. в специалност „Дърворезба“ в класа на проф. Асен Василев и завършва през 1977 г.
Работи с коприна, гипс, бронз, сребро, злато, студена керамика, но предпочитаният от него материал е стъклото. От 1973 г. взима редовно участие в скулптурни изложби. Първата си самостоятелна изложба Калинов открива през май 1980 г., когато излага 70 свои пластики. Следват изложби във Видин, Габрово, Варна, Несебър, Пловдив, както и в чужбина, Югославия, Италия, Австралия, Германия, Испания, Великобритания, Франция, САЩ, Швейцария, Белгия.
Създава портрети на Васил Левски, Жул Паскин, Джон Атанасов, Борис Христов, Николай Гяуров и други известни българи. Рисува икони. Автор е на множество статуетки за фестивали и конкурси, сред които за фестивала „Златна Месемврия“ и за литературната награда „Балканика 2006“. Негова е скулптурата „Истината за перото“ в градинката пред БТА в София. Статуетка, изработена от него, е дарена на папа Йоан Павел II от вицепрезидента на България Тодор Кавалджиев. През 2006 година на входа на стария Несебър е издигната 10-метрова "Статуята на рибаря", превърнала се в символ на града.
Ставри Калинов е сътворил статуетките, връчени на победителите в множество елитни конкурси в България. Скулпторът е изработил статуетка за победителката в категория „Жена мениджър на годината“ в конкурса „Жена предприемач и Жена мениджър на годината“ на Клуба на жените предприемачи и мениджъри. Калинов изработва златните статуетки „Рибарят и златната рибка“, които се връчват на всички призьори в конкурса „Мистър Икономика“.
Носител е на различни награди, измежду които „Кристалната звезда“ на галерия „Макта“ за най-добра изложба на 1995 г. и наградата „Златен век“ на Министерство на културата за особен принос в развитието и популяризирането на българската култура (2006). През 1998 г. Любомир Стойков издава книгата „Калинография. Разговори със Ставри Калинов“.
Ставри Калинов умира на 78-годишна възраст на 13 септември 2023 г.